# Gyllene bullan år 1222

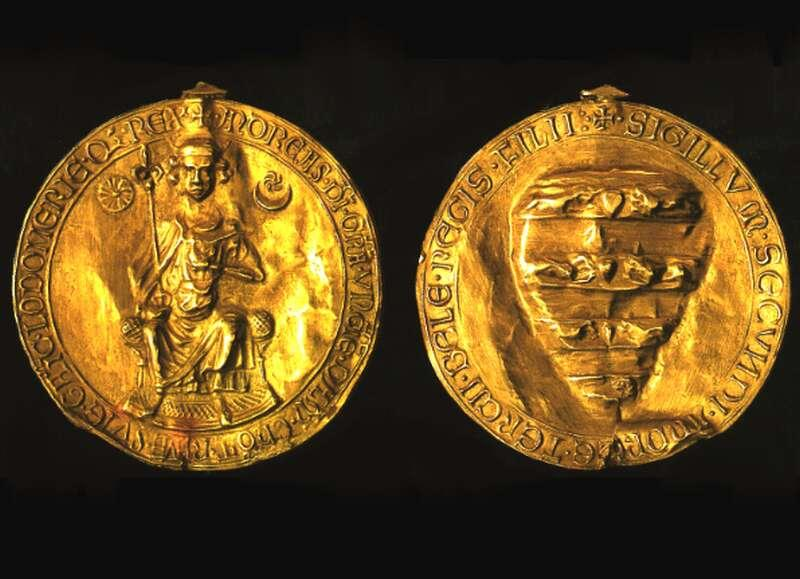
Det gyllene sigill som gett ediktet dess namn.

Gyllene bullan år 1222 (Aranybulla) var en gyllene bulla eller ett edikt som den ungerska adeln tvingade Ungerns kung Andreas II att godkänna i Fehérvár år 1222. Lagen fastställde rättigheterna för den ungerska adeln, inklusive rätten att trotsa kungen när han handlade i strid mot lagen (jus resistendi). Adelsmännen och kyrkan befriades också från alla skatter och kunde inte tvingas gå i krig utanför Ungerns gränser eller finansiera sådana krig. 

## Innehåll
Det var adelns önskningar och behov som utgjorde den egentliga anledningen till att frihetsbrevet utfärdades. Några kungar, heter det i inledningen, hade av hämndbegär eller under inflytande av falska rådgivare kränkt "den frihet som konung Stefan den Helige stadgat för såväl vårt rikes adel som även andra" (libertas tam nobilium regni nostri quam eciam aliorum instituta a Sancto Stephano rege), och rikets adel hade därför upprepade gånger och med eftertryck ställt krav på en reformation av statsväsendet (super reformatione regni nostri). Med beviljande av detta tillkännagav kungen att han varje år på den helige Stefans fest i Székesfehérvár personligen skulle infinna sig bland adeln och ta dess önskemål under omprövning. Endast när sjukdom eller annan tvingade nöd hindrade honom skulle han låta sig företrädas av pfalzgrefven (palatinas).
Kungen utfäster sig också att inte utan lagenligt förhör låta fängsla eller bruka våld mot (de lägre) adelsmännen – de betecknas som servientes och ställs i motsats till stormännen (potentiores). Han skulle inte heller beträda deras hus och gårdar utom på deras egen önskan eller uppta någon skatt av deras besittningar eller av underhavandena under deras kyrkor. Vidare tillförsäkrar kungen dem arvsrätt till sina besittningar, reglerar deras rätt att förfoga över dessa och inskränker de kungliga domarnas domsrätt över sina underlydande när det gäller mynt och avgälder.
Kungen bestämmer också om adelns krigstjänst. Om fienden infaller i landet måste alla inställa sig vid uppbådet, men företar konungen ett fälttåg till främmande land är ingen annan pliktig att göra krigstjänst än den som låtit värva sig mot sold. Vidare lovar kungen att skydda änkor och att straffa de grevar som missbrukar sitt ämbete till utpressningar. Han lovar att landet inte ska utplundras av det kungliga följet, och att adelns gods inte ska besväras av de kungliga jägarna.

## Det ungerska samhället
Den gyllene bullan ger en bild av Ungerns rättsliga och ekonomiska tillstånd vid övergången från 1100-talet till 1200-talet. Prästerskapet hade vid sidan av sina kyrkor och kloster samma rättsliga ställning i Ungern som i länderna i västra Europa. Det hade besittningar med underlydande, som förutom kyrkotionde även betalade en grundskatt, liksom adelns och kungens bönder till sina herrar. Fria bönder omnämns inte och det ser ut som om sådana endast fanns bland de främmande kolonisterna i landet (främst tyskar).
Dokumentet visar att Ungern vid denna tid var genomgående feodalt organiserat. Adeln bildade hären, och alla andra bördor liksom underhållet av denna krigiska adel och den likaledes privilegierade kyrkan vilade på bönderna, som framlevde sitt liv i ekonomiskt och rättsligt beroende med undantag av de främmande kolonisterna, som blivit bofasta i landet mot villkor av större frihet. Kung Andreas tillförsäkrade uttryckligen kolonisterna de privilegier som meddelats dem, men å andra sidan bestämdes att kungen inte skulle få upphöja "gästerna", hospites, till högre värdigheter även om vore dugliga till det (boni). Det kunde endast ske genom ett beslut av riksrådet (consilium regni).